# Associazione Calcio Monza 1932-1933
Questa voce raccoglie le informazioni riguardanti l'Associazione Calcio Monza nelle competizioni ufficiali della stagione 1932-1933.

## Stagione
La nuova stagione inizia per la compagine brianzola con due novità di rilievo, al vertice della società ritorna Ernesto Crippa, che aveva già ricoperto la carica di presidente dal 1925 al 1929. La seconda è l'assunzione dei nuovi colori sociali, al biancoceleste succede il biancorosso, maglia bianca con ampia fascia verticale rossa, calzoncini e calzettoni rossi. Per festeggiare il ventennale di fondazione della società ed i nuovi colori sociali, viene organizzato un torneo quadrangolare a metà settembre 1932, denominato "Coppa del Ventennio", con Monza, Acciaierie Falck, Fanfulla e Pavia. 
La finale tra Monza e Pavia finisce 2-2 dopo i tempi supplementari- La partita avrebbe dovuto essere ripetuta, ma si optò per l'assegnazione della vittoria ex aequo ad entrambe le formazioni.
In evidenza nel campionato dei brianzoli Giovanni Arosio e Luigi Beretta autori di dieci reti a testa.

## Rosa
| N. |                   | Ruolo | Calciatore            |
| -- | ----------------- | ----- | --------------------- |
|    | Italia (bandiera) | A     | Guglielmo Arienti (I) |
|    | Italia (bandiera) | A     | Giovanni Arosio       |
|    | Italia (bandiera) | A     | Luigi Beretta         |
|    | Italia (bandiera) | C     | Pietro Casanova       |
|    | Italia (bandiera) | D     | Enrico Colombo (II)   |
|    | Italia (bandiera) | D     | Edmondo Corradi       |
|    | Italia (bandiera) | A     | Renzo Crespi          |
|    | Italia (bandiera) | C     | Giovanni Farina       |
|    | Italia (bandiera) | P     | Francesco Frigerio    |
|    | Italia (bandiera) | A     | Achille Larocchi      |
|    | Italia (bandiera) | D     | Rino Meda             |

| N. |                   | Ruolo | Calciatore         |
| -- | ----------------- | ----- | ------------------ |
|    | Italia (bandiera) | A     | Adriano Meschia    |
|    | Italia (bandiera) | A     | Alessandro Oldani  |
|    | Italia (bandiera) | A     | Pietro Ratti       |
|    | Italia (bandiera) | A     | Emilio Ravera      |
|    | Italia (bandiera) | A     | Emilio Riva (II)   |
|    | Italia (bandiera) | C     | Mario Riva (I)     |
|    | Italia (bandiera) | D     | Costantino Sala    |
|    | Italia (bandiera) | P     | Giulio Sironi      |
|    | Italia (bandiera) | A     | Guido Valli        |
|    | Italia (bandiera) | C     | Giacomo Villa (II) |

## Risultati

### Girone di andata
| Gallarate 2 ottobre 1932 1ª giornata | Gallaratese      | 0 – 0 | Monza | Stadio Brumana\| Arbitro: \| Rovero (Voghera) \| |
| Arbitro:                             | Rovero (Voghera) |       |       |                                                  |

| Arbitro: | Chiaudano (Torino) |

|                          |           |                 |
| Ravera 17’ Colombo I 58’ | Marcatori | 20’, 24’ Gruden |

| Arbitro: | D'Alessandro (Vercelli) |

|                       |           |                      |
| Pontiggia II 18’, 28’ | Marcatori | 80’ (aut.) Bizzozero |

| Arbitro: | Zelocchi (Modena) |

|            |           |                 |
| Riva I 50’ | Marcatori | 39’, 85’ Agazzi |

| Arbitro: | Zaffiri (Genova) |

|             |           |  |
| Pedrani 13’ | Marcatori |  |

| Arbitro: | Montà (Torino) |

|                               |           |  |
| Borgomainero 20’ Ottolina 75’ | Marcatori |  |

| Arbitro: | Scotto (Savona) |

|                           |           |            |
| Arienti I 30’ Beretta 60’ | Marcatori | 9’ Ansaldo |

| Arbitro: | Simonotti (Novi Ligure) |

|                     |           |                       |
| Castoldi 75’ (rig.) | Marcatori | 8’ Arosio 30’ Beretta |

| Arbitro: | Somaglino (Vercelli) |

|                                        |           |  |
| Beretta 27’ Arienti I 56’ Villa II 88’ | Marcatori |  |

| Arbitro: | Gardenghi (Brescia) |

|            |           |  |
| Ravera 14’ | Marcatori |  |

| Pinerolo 8 gennaio 1933 11ª giornata | Pinerolo              | 0 – 0 | Monza | Stadio Luigi Barbieri\| Arbitro: \| Ariotti (Alessandria) \| |
| Arbitro:                             | Ariotti (Alessandria) |       |       |                                                              |

| Torino 15 gennaio 1933 12ª giornata | Juventus (B)     | 0 – 0 | Monza | Stadio di Corso Marsiglia\| Arbitro: \| Moretti (Genova) \| |
| Arbitro:                            | Moretti (Genova) |       |       |                                                             |

| 22 gennaio 1933 13ª giornata | Monza | – A tav | Codogno |  |

### Girone di ritorno
| Arbitro: | Marini (Verona) |

|                                           |           |  |
| Crespi 3’ Arosio 9’, 30’ Beretta 14’, 27’ | Marcatori |  |

| Arbitro: | Zanchi (Bergamo) |

|              |           |            |
| Mihalich 81’ | Marcatori | 39’ Arosio |

| Arbitro: | Gandolfi (Torino) |

|                 |           |  |
| Arosio 38’, 61’ | Marcatori |  |

| Arbitro: | Bettucchi (Bologna) |

|                                        |           |                       |
| Dalle Vedove 31’ Fasoli 55’ Agazzi 65’ | Marcatori | 83’ Riva I 89’ Arosio |

| Arbitro: | Beretta (Novi Ligure) |

|                                     |           |             |
| Beretta 49’, 73’, 87’ Colombo I 77’ | Marcatori | 30’ Moretti |

| Arbitro: | Chiaudano (Torino) |

|             |           |                     |
| Beretta 35’ | Marcatori | 14’ (aut.) Frigerio |

| Arbitro: | Dentelli (Padova) |

|                                    |           |            |
| Narizzano 12’, 20’ De Stefanis 58’ | Marcatori | 75’ Arosio |

| 26 marzo 1933 21ª giornata | Monza | – A tav. | Abbiategrasso |  |

| Arbitro: | Pasinato (Venezia) |

|               |           |           |
| Tommasini 61’ | Marcatori | 53’ Ratti |

| Arbitro: | Brisca (Novara) |

|                    |           |  |
| Seccatore 54’, 73’ | Marcatori |  |

| Arbitro: | Pasetto (Venezia) |

|                                                 |           |                       |
| Beretta 4’, 28’ Riva I 14’ Arosio 40’, 50’, 67’ | Marcatori | 46’ (rig.) Scalerandi |

| Monza 30 aprile 1933 25ª giornata | Monza            | 0 – 0 | Juventus (B) | Campo di via Ghilini\| Arbitro: \| Soliani (Genova) \| |
| Arbitro:                          | Soliani (Genova) |       |              |                                                        |

| 14 maggio 1933 26ª giornata | Codogno | – A tav. | Monza |  |

### Coppa del Ventennio
| Arbitro: | V. Massari (Milano) |

|                                                     |           |                                                |
| Arosio 24’ Riva II 28’ Ravera 38’, 44’ Villa II 88’ | Marcatori | 14’ (aut.) Corradi 35’, 77’ Rossi C. 64’ Musso |

| Arbitro: | Massari (Milano) |

|                                                                     |           |              |
| De Stefanis 12’, 38’, 78’ Ansaldo 22’, 52’ Narizzano 46’ Minoia 85’ | Marcatori | 33’ Larocchi |

| Arbitro: | Galli (Milano) |

|                              |           |                             |
| Riva I 22’ (rig.) 72’ (rig.) | Marcatori | 59’, 65’ (rig.) De Stefanis |

## Statistiche

### Statistiche di squadra
| Competizione    | Punti | In casa | In casa | In casa | In casa | In casa | In casa | In trasferta | In trasferta | In trasferta | In trasferta | In trasferta | In trasferta | Totale | Totale | Totale | Totale | Totale | Totale | DR  |
| Competizione    | Punti | G       | V       | N       | P       | Gf      | Gs      | G            | V            | N            | P            | Gf           | Gs           | G      | V      | N      | P      | Gf     | Gs     | DR  |
| --------------- | ----- | ------- | ------- | ------- | ------- | ------- | ------- | ------------ | ------------ | ------------ | ------------ | ------------ | ------------ | ------ | ------ | ------ | ------ | ------ | ------ | --- |
| Prima Divisione | 22    | 11      | 7       | 3       | 1       | 27      | 8       | 11           | 0            | 5            | 6            | 6            | 15           | 22     | 7      | 8      | 7      | 33     | 23     | +10 |

### Statistiche dei giocatori
| Giocatore   | 1ª Div.  | 1ª Div. | Tornei   | Tornei | Totale   | Totale |
| Giocatore   | Presenze | Reti    | Presenze | Reti   | Presenze | Reti   |
| ----------- | -------- | ------- | -------- | ------ | -------- | ------ |
| G. Arienti  | 6        | 2       | 1        | 1      | 7        | 3      |
| G. Arosio   | 21       | 10      | 3        | 2      | 24       | 12     |
| L. Beretta  | 21       | 10      | 2        | 1      | 23       | 11     |
| P. Casanova | 22       | 0       | 3        | 0      | 25       | 0      |
| E. Colombo  | 22       | 2       | 3        | 0      | 25       | 2      |
| E. Corradi  | 21       | 0       | 3        | 0      | 24       | 0      |
| R. Crespi   | 17       | 1       | 1        | 0      | 18       | 1      |
| G. Farina   | 0        | 0       | 0        | 0      | 0        | 0      |
| F. Frigerio | 19       | -19     | 1        | -2     | 20       | -21    |
| A. Larocchi | 4        | 0       | 2        | 0      | 6        | 0      |
| R. Meda     | 1        | 0       | 0        | 0      | 1        | 0      |
| A. Meschia  | 3        | 0       | 0        | 0      | 3        | 0      |
| A. Oldani   | 1        | 0       | 1        | 0      | 2        | 0      |
| P. Ratti    | 10       | 1       | 0        | 0      | 10       | 1      |
| E. Ravera   | 5        | 2       | 2        | 3      | 7        | 5      |
| M. Riva     | 22       | 3       | 2        | 2      | 24       | 5      |
| E. Riva     | 2        | 0       | 1        | 0      | 3        | 0      |
| C. Sala     | 2        | 0       | 3        | 0      | 5        | 0      |
| G. Sironi   | 3        | -4      | 2        | -6     | 5        | -10    |
| G. Valli    | 18       | 0       | 1        | 0      | 19       | 0      |
| G. Villa    | 22       | 1       | 3        | 1      | 25       | 2      |

## Arrivi e partenze
| Acquisti | Acquisti          | Acquisti         | Acquisti      |
| -------- | ----------------- | ---------------- | ------------- |
| A        | Guglielmo Arienti | F.G.C. Desio     | libero        |
| C        | Piero Casanova    | Pro Lissone      | definitivo    |
| A        | Achille Larocchi  | Muggiò           | definitivo    |
| A        | Alessandro Oldani | Lecco            | definitivo    |
| A        | Pietro Ratti      | Ambrosiana-Inter | definitivo    |
| D        | Costantino Sala   | Ambrosiana-Inter | definitivo    |
| C        | Nino Schellino    | Vogherese        | tess.militare |

| Cessioni | Cessioni           | Cessioni          | Cessioni   |
| -------- | ------------------ | ----------------- | ---------- |
| .        | Giovanni Aliprandi | ???               | ???        |
| .        | Virgilio Baioni    | ???               | ???        |
| -        | Renzo Brambilla    | ???               | ???        |
| .        | Filippo Capra      | ???               | ???        |
| C        | Gaetano Casagrande | ???               | definitivo |
| C        | Guido Casiraghi    | Chiasso           | definitivo |
| D        | Luigi Colombo      | smette di giocare | definitivo |
| .        | Ferruccio Francia  | ???               | ???        |
| .        | Rodolfo Frigerio   | ???               | ???        |
| .        | Antonio Gariboldi  | ???               | ???        |
| A        | Paolo Leoni        | ???               | ???        |
| A        | Armando Liberali   | ???               | ???        |
| C        | Camillo Moioli     | ???               | ???        |
| D        | Aldo Pagnini       | Acciaierie Falck  | ???        |
| A        | Carlo Rovelli      | ???               | ???        |
| .        | Felice Sabbadini   | ???               | ???        |
| A        | Aldo Sala          | ???               | svincolato |
| .        | Carlo Tarantola    | ???               | ???        |
| P        | Giovanni Tronconi  | Milan             | definitivo |
| .        | Umberto Viganò     | ???               | ???        |
| A        | Carlo Villa (I)    | ???               | ???        |
| .        | Osvaldo Zucchi     | ???               | ???        |